# Jerantut
Huyện Jerantut là một huyện thuộc bang Pahang của Malaysia. Huyện Jerantut có dân số thời điểm năm 2010 ước tính khoảng 87709 người.